# روسيندال
روسيندال Roosendaal  بلدية وبلدة بمقاطعة شمال برابنت، جنوبي هولندا.

## طوبوغرافيا
خريطة طوبوغرافية هولندية لبلدية روسيندال، مارس 2014، (تقرأ بعد ثلاث نقرات على الخريطة).

## أعلام
- فرانس باور
- هينك فان سباندونك
- فيم فان إست
- أنطوان مازيراك
- جورج نوبل
- بلال ولد شيخ
- بييت فان ايست